# عبد السلام جاد الله الصالحين
عبد السلام جادالله الصالحين ضابط ليبي مواليد 1960 القبة شغل منصب رئيس أركان العامة عينه المؤتمر الوطني العام 2013 إلي أن عين مجلس النواب اللواء عبد الرزاق الناظوري في 24 أغسطس 2014 رئيسا لأركان بدلا عنه

## خلال ثورة 17 فبراير
انضم لقوات الثوار في فبراير 2011 وكان قائدًا عمليات الجبهة الشرقية أثناء حرب ثورة 17 فبراير.